# 祁酉源
祁酉源（生卒年不详），清朝末年政治人物。甘肅河州人。
光緒二十七年（1901年）辛丑，廣東、廣西、甘肅、雲南、貴州五省補行庚子恩科鄉試。祁酉源中式甘肅鄉試第一名舉人（解元）。主讲临夏凤林书院。光绪二十九年（1903年）秋，任西宁县儒学训导，卸任后病卒于家。

### 書目
- （清）法式善等，《清秘述聞三種》，中華書局，清代史料筆記叢刊，ISBN：ISBN 7101017428。